# 马尔默中央车站
马尔默中央车站（瑞典語：Malmö centralstation），瑞典马尔默市的主要火车站，始建于1856年。现在的站房为第二代站房，1872年建成营运，之后又曾进行多次改扩建。年发送旅客1700万人次，仅次于斯德哥尔摩中央车站、哥德堡中央车站。
马尔默中央车站现时拥有地面站台和地下站台。地面站台采用尽头式站台设计，车站主楼位于地面股道尽头。地下站台为后期加建，采用通过式站台设计，为马尔默地下直径线工程的一部分，2010年12月和马尔默地下直径线一同启用。即现时的马尔默中央车站既是尽头式车站，又是通过式车站。

## 历史
马尔默中央车站第一代站房1856年和“马尔默—隆德铁路”（今南部干线铁路的一部分）一同启用。马尔默中央车站第一代站房启用时，周边区域还是近郊区。后来还在马尔默中央车站附近增加了通往哥本哈根的轮渡线。
马尔默中央车站第一代站房在启用10年后的1866年12月14日毁于大火。之后重建了现在的第二代站房。不过马尔默中央车站第一代站房的钟塔却得以保留。1872年，马尔默中央车站第二代站房和位于马尔默中央车站南侧的马尔默中央广场一同启用。马尔默中央车站第二代站房自启用至2010年12月马尔默地下直径线启用之前为客货混合的纯尽头式车站，并只有地面站台，列车只能从东侧进出马尔默中央车站。
1891年，马尔默中央车站的大跨度雨棚启用，此次改建工程同时加建了4条股道。1898年，连通马尔默中央车站和特雷勒堡中央车站的瑞典大陆铁路通车。1926年，“马尔默中央车站”成为了该站的官方名称。
2000年7月1日，连接丹麦哥本哈根和瑞典马尔默的跨国铁路线路厄勒海峡铁路通车。厄勒海峡铁路所途径的公铁两用跨海隧桥——厄勒海峡大桥，在建成后是的厄勒海峡两岸天堑变通途。马尔默中央车站随之成为了丹麦、瑞典两国跨国铁路上的重要交通枢纽。
厄勒海峡铁路通车初期的两端终点与现在相同，但瑞典马尔默段的走线与现在并不相同。通车初期的厄勒海峡铁路马尔默段向东绕经马尔默南站、既有瑞典大陆铁路从马尔默中央车站东侧进出马尔默中央车站。这使得由丹麦出发到达马尔默中央车站需向东绕一个大弯，并且经厄勒海峡铁路进入马尔默中央车站但不在马尔默中央车站始发终到的列车会十分别扭。因而在厄勒海峡铁路规划的同时提出了南北贯穿马尔默市区的马尔默地下直径线和加建马尔默中央车站地下通过式站台的规划（马尔默中央车站主楼位于地面轨道的尽头）。马尔默地下直径线于2005年3月8日开工。2010年12月，马尔默地下直径线启用，与之一同启用的还包括配套的南端终点许利厄站、中途站三角地站、马尔默中央车站地下通过式站台。
马尔默地下直径线启用后，终点站同样位于马尔默中央车站的厄勒海峡铁路和于斯塔德铁路在马尔默市区段的走线、均由原先和瑞典大陆铁路共线改为经马尔默地下直径线。

## 现时站台及股道布局
采用通过式站台设计的马尔默中央车站地下站台位于马尔默中央车站主楼及地面站台北侧地下。其上为停车场等设施。 拥有4条股道，股道编号为1至4道，经马尔默地下直径线进出马尔默中央车站的列车使用地下站台。
采用尽头式站台设计的马尔默中央车站地面站台拥有6条股道，股道编号为为5至10道。地面站台曾拥有8条股道，其中靠近马尔默中央广场的两条股道现已停用，所属空间现已改为商业用途及巴士转换站。

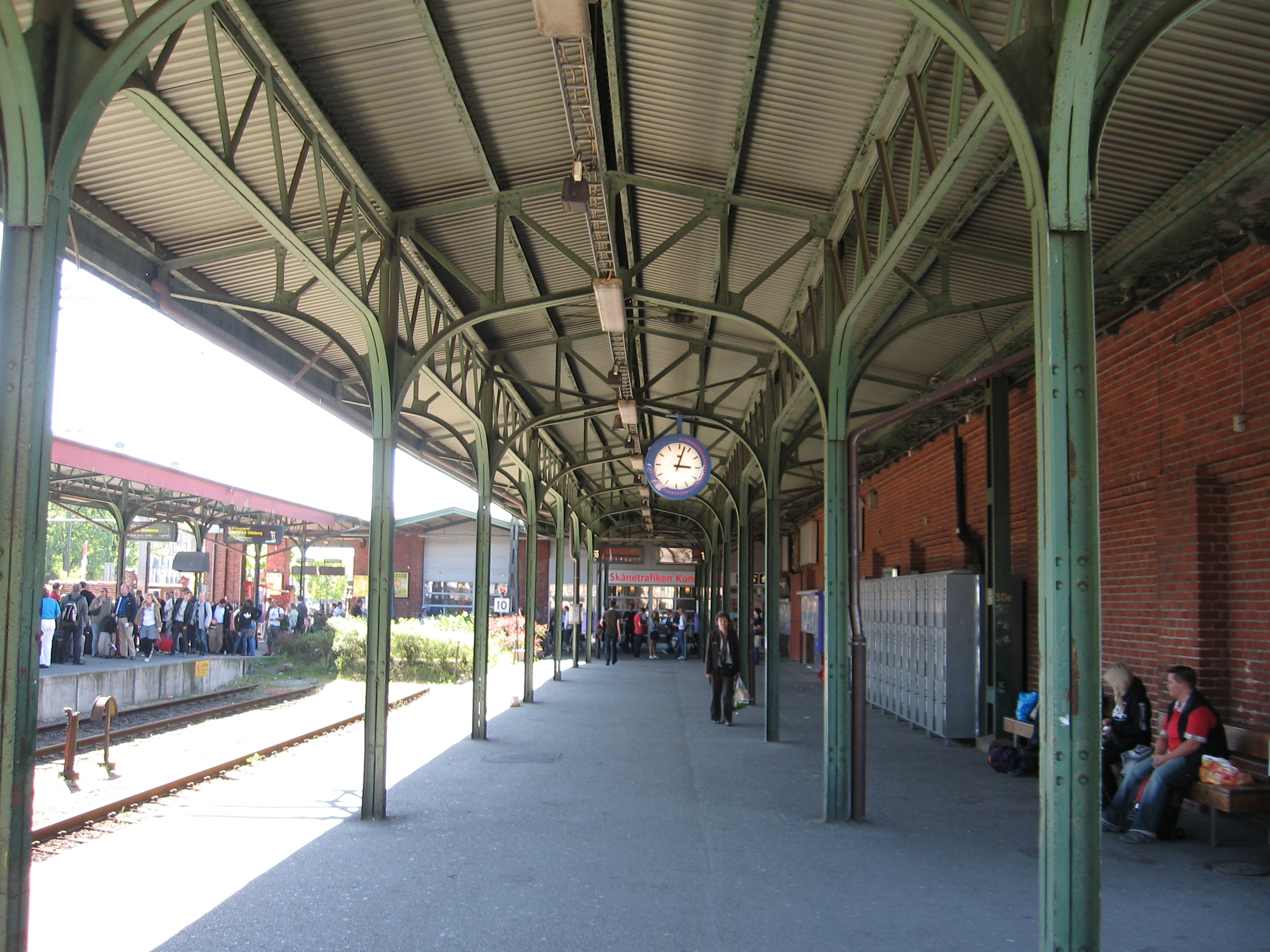
现已停用的靠近马尔默中央广场（瑞典语：Centralplan, Malmö）的两条股道及对应的两个岛式站台，拍摄于2008年5月28日。

## 图片集

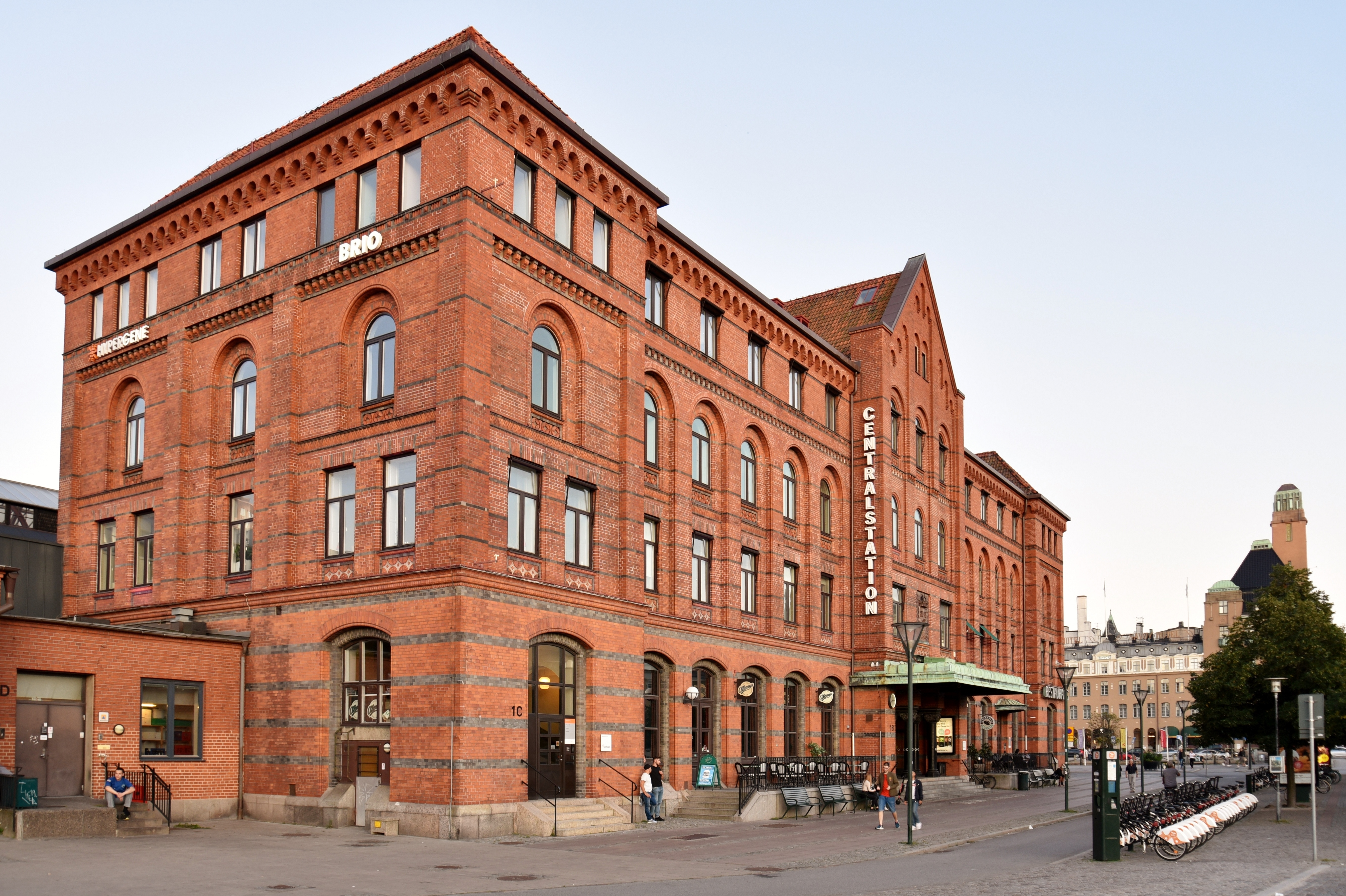
西立面
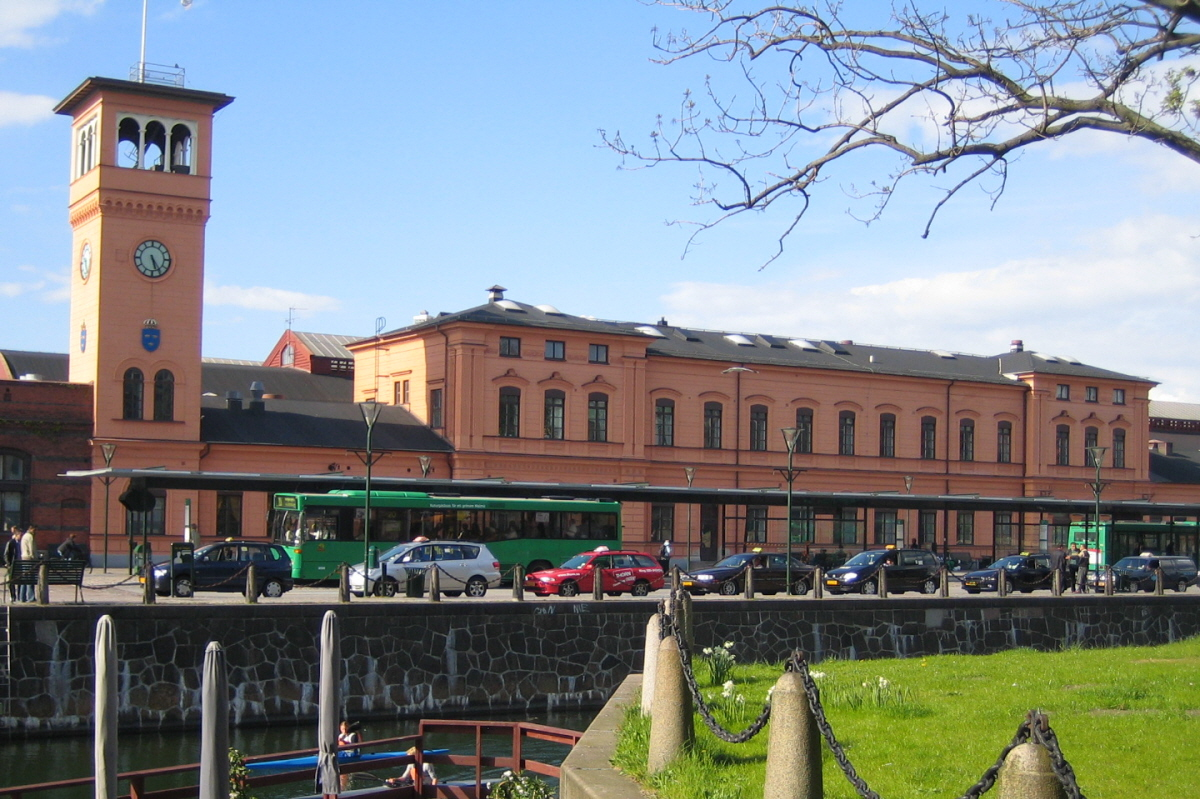
南立面之一
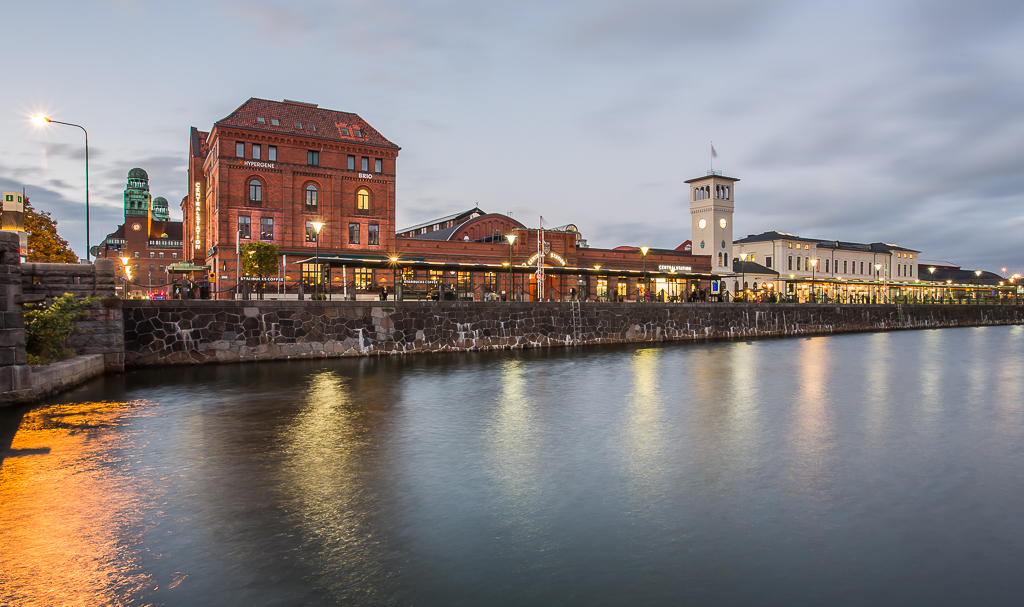
南立面之二
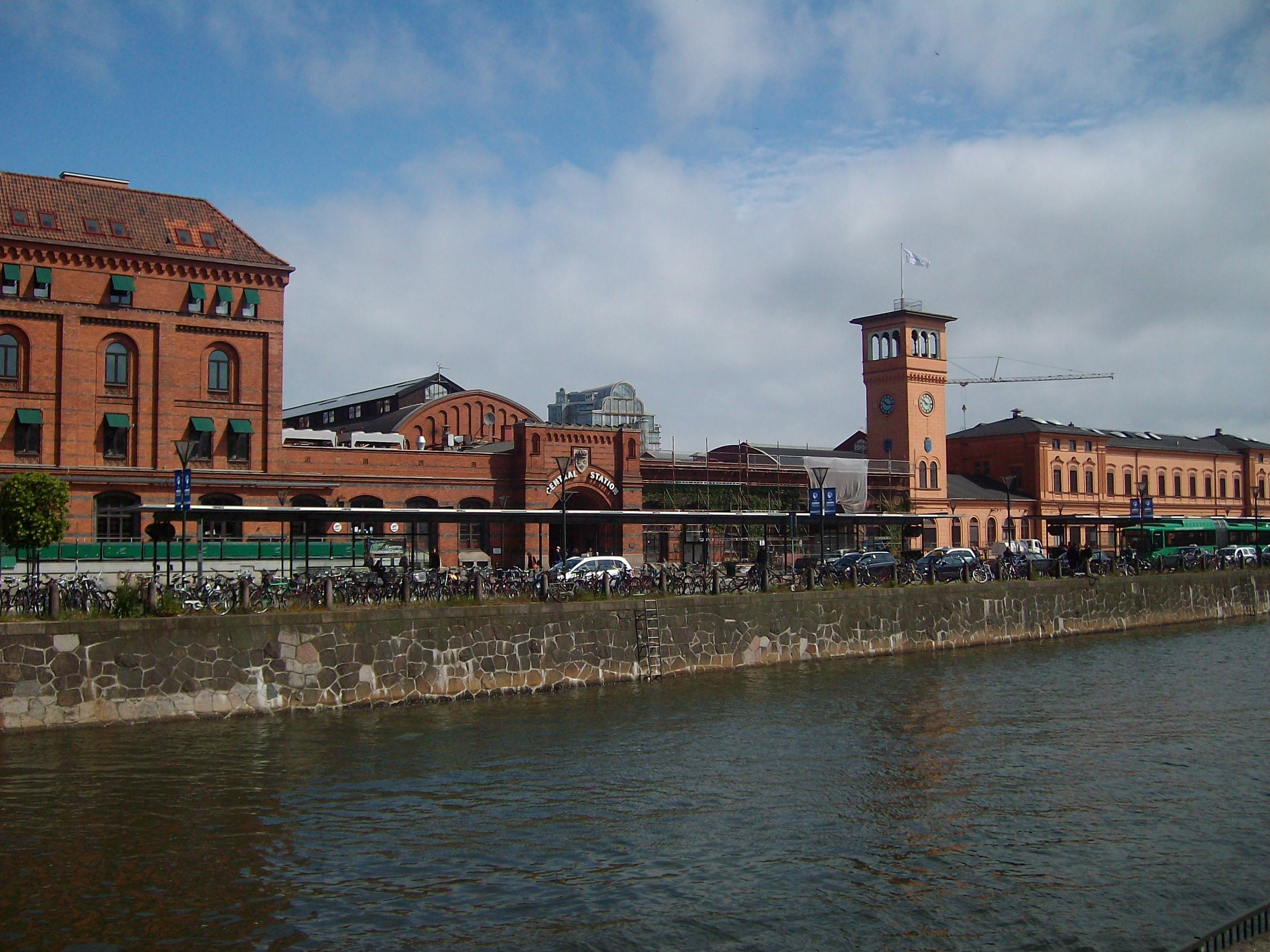
南立面之三
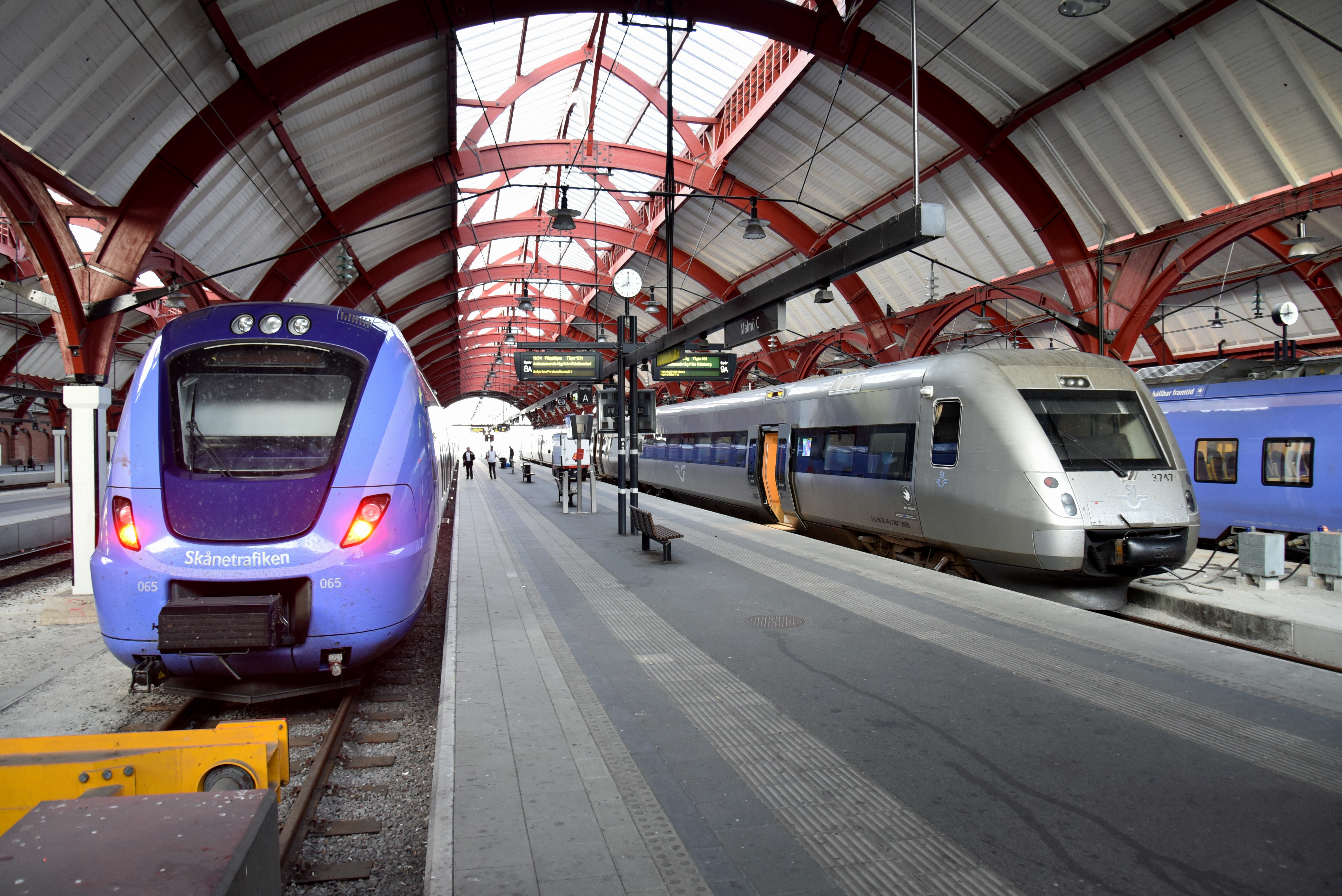
地面站台，照片中的列车分属瑞典国家铁路和瑞典斯科讷省通勤铁路（英语：Skåne commuter rail）
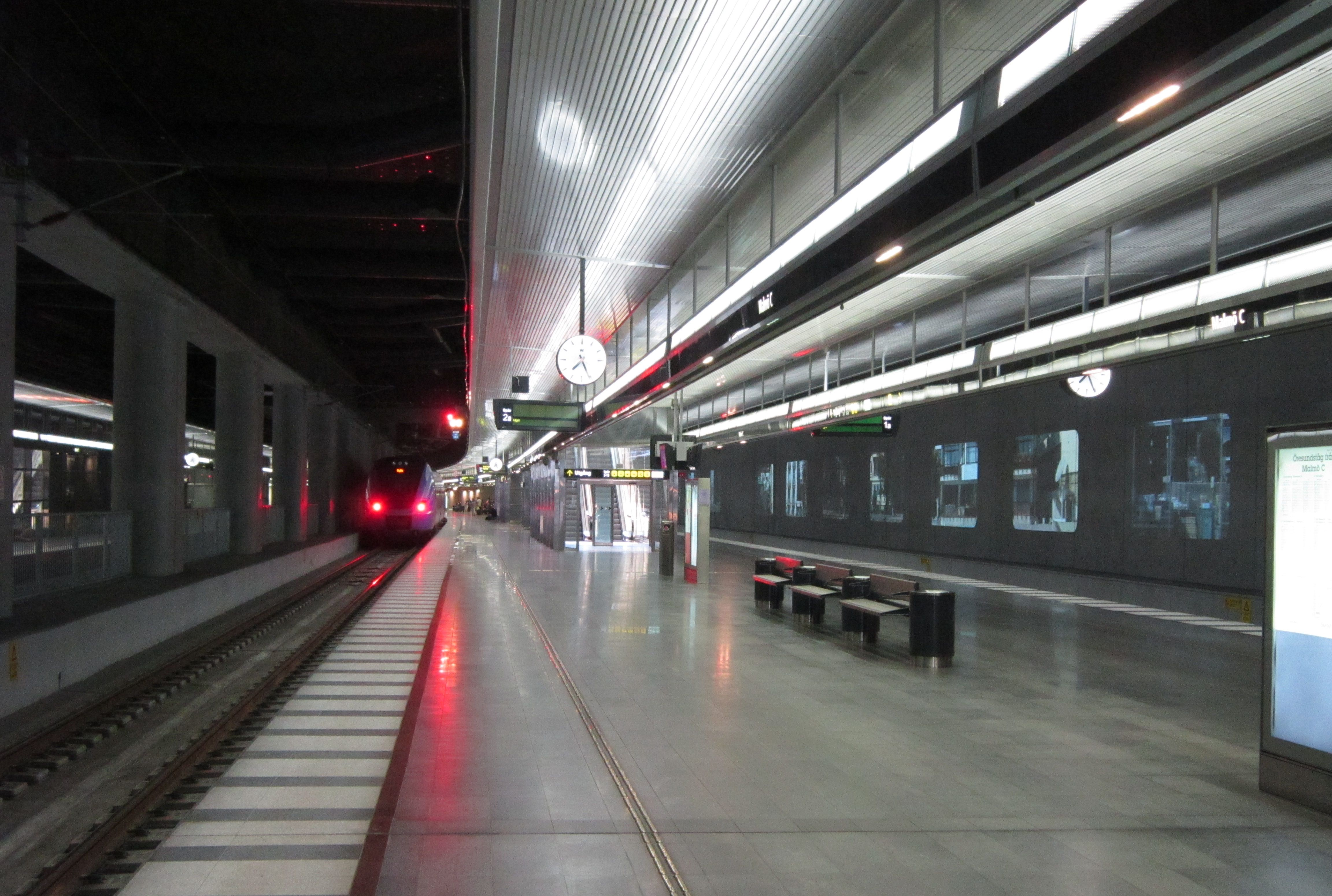
地下站台
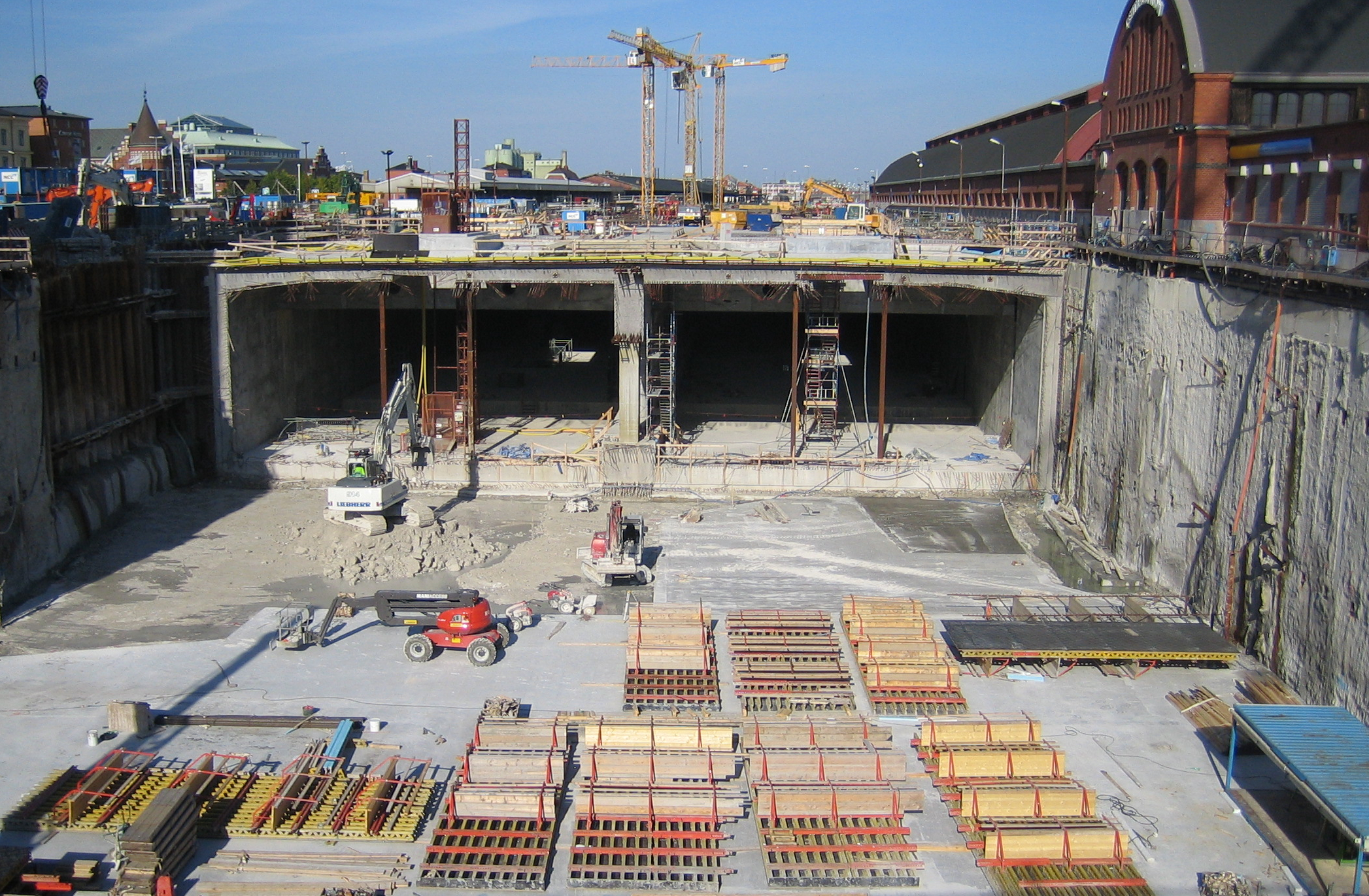
建设中的马尔默中央车站地下站台，采用明挖回填法修建